# Fairy Tone
Albums de Wink
Twin Memories
(1989) Shining Star
(1990)
Fairy Tone est le premier album "karaoke" du duo japonais Wink, sorti en 1990.

## Présentation
L'album sort le 10 avril 1990 au Japon sous le label Polystar, et atteint la 40e place de l'Oricon. Il contient les versions instrumentales (dites "karaoke") de 14 chansons du groupe tirées de leurs premiers disques, dont celles des sept singles sortis jusqu'alors et deux de leurs "faces B". Devant son relatif succès, un second album du même type sortira un an et demi plus tard : Fairy Tone 2.
Neuf des titres sont des reprises (instrumentales donc) de chansons occidentales : 
Special To Me de Bobby Caldwell, Sugar Baby Love des Rubettes, Body Language (Only Lonely) de The Dooleys, Turn It Into Love (Ai ga Tomaranai) de Kylie Minogue, Boys Don't Cry (Namida wo Misenaide) de Moulin Rouge, 500 Miles (Senaka Made 500 Mile) de Hedy West, Never Marry A Railroad Man (Yakan Hikō) de Shocking Blue, Sexy Music de The Nolans, et Especially For You de Kylie Minogue et Jason Donovan.

## Liste des titres
1. Samishii Nettaigyo (淋しい熱帯魚?)
2. Special To Me (de l'album Twin Memories)
3. Sugar Baby Love
4. Only Lonely (du single Namida wo Misenaide, et de l'album Especially for You)
5. One Night in Heaven ~Mayonaka no Angel~ (... 真夜中のエンジェル?)
6. Amaryllis (アマリリス?)
7. Shining Star (de l'album Twin Memories)
8. Ai ga Tomaranai ~Turn It Into Love~ (愛が止まらない...?)
9. Remember Sweet (de l'album Especially for You)
10. Namida wo Misenaide ~Boys Don't Cry~ (涙をみせないで...?)
11. Senaka Made Gohyaku Mile (背中まで500マイル?) (du single Samishii Nettaigyo)
12. Yakan Hikō (夜間飛行?) (de l'album Twin Memories)
13. Sexy Music
14. Especially for You (de l'album Especially for You)